# Capovalle
Capovalle – miejscowość i gmina we Włoszech, w regionie Lombardia, w prowincji Brescia.
Według danych na rok 2004 gminę zamieszkiwało 448 osób, 19,5 os./km².